# Neoniphon
Neoniphon è un genere di pesci ossei marini appartenente alla famiglia Holocentridae.

## Distribuzione e habitat
Il genere è endemico dell'Indo-Pacifico tropicale con l'unica eccezione di N. marianus che si trova invece nelle regioni tropicali dell'oceano Atlantico occidentale e del mar dei Caraibi.
Sono pesci legati all'ambiente di barriera corallina, alcune specie vivono abbastanza in profondità.

## Descrizione
L'aspetto è quello tipico degli Holocentridae con occhi grandi e muso appuntito, la sagoma è snella. Il colore è spesso rosso con macchie o aree biancastre e/o punti e linee scuri ma alcune specie hanno colorazione per lo più argentea o con linee gialle sui fianchi. La taglia massima per la maggior parte delle specie si aggira intorno ai 20-30 cm.

## Specie
Il genere conta 6 specie:
- Neoniphon argenteus
- Neoniphon aurolineatus
- Neoniphon marianus
- Neoniphon opercularis
- Neoniphon pencei
- Neoniphon sammara